# Рерберг, Иван Фёдорович (художник)
Иван Фёдорович Рерберг (1892—1957) — советский художник, плакатист.

## Биография

Могила И.Ф. Рерберга на Введенском кладбище

Родился в Москве в 1892 году. Сын художника Ф. И. Рерберга.
Окончил архитектурное отделение Московского училища живописи, ваяния и зодчества в 1917 году.
Работал в области оформления книги. Экслибрисы начал создавать с 1922 года и исполнил около пятидесяти книжных знаков в разнообразной технике — автолитографии, офорта, ксилографии, светокопии и рисунка.
Был женат на виолончелистке Галине Козолуповой, их сын — кинооператор Георгий Рерберг.
Скончался в 1957 году в Москве. Похоронен на Введенском кладбище (19 уч.).

## Некоторые работы
- Лазарев В. Н. Леонардо да Винчи: (1452—1952) / Оформление художника И. Ф. Рерберга; Институт истории искусств АН СССР. — М.: Изд-во Академии наук СССР, 1952. — 112, [60] с. — 10 000 экз. (в пер.)
- Всеобщая история архитектуры. Т. 1. — М.: Издательство Академии архитектуры. 1944. — 204+170 с. — 5 000 экз. / Переплёт, титульные листы и инициалы по рисункам худ. И. Ф. Рерберга.
- Тихомиров Н. Я. Архитектура подмосковных усадеб / Оформление художника И. Ф. Рерберга. — М.: Гос. изд-во литературы по строительству и архитектуре, 1955. — 352 с. — 8000 экз. (в пер.)
- Художественное наследство. Репин. Т.2 / Изд. Академия наук СССР Институт истории искусств; ред.: И.Э.Грабарь, И.С.Зильберштейн. – Москва; Ленинград:  1949 (21-я типография им. Ивана Федорова). - 470 с., 113 иллюстрации. Тир. 10000 экз., Переплет и титул И.Ф.Рерберг.
- Ф.Панферов . Бруски. Роман. Книга первая / Изд. Художественной литературы, 1932 г., Тир. 7500 экз. Иллюстрации художника Д.А.Шмаринова. Переплет, форзац, супер-обложка и футляр работа художника-архитектора И.Ф.Рерберга.